# Couvent des Observantins de Manosque
Le couvent des Observantins est un couvent situé à Manosque entre la rue des Écoles et la rue de la Fraternité, en France.

## Localisation
Le couvent est situé sur la commune de Manosque, dans le département français des Alpes-de-Haute-Provence.

## Historique
L'édifice est inscrit au titre des monuments historiques en 1977.